# La Peirota
La Peirota és una obra del municipi de Cercs (Berguedà) inclosa en l'Inventari del Patrimoni Arquitectònic de Catalunya.

## Descripció
Es tracta d'un edifici de planta quadrada amb afegits a la part de migdia que presenta planta baixa i dos nivells edificats en alçada. Aparell de maçoneria arrebossada i reforços de pedra grossa i treballada a les cantonades. Té poques obertures, de mida petita i distribució irregular. Coberta amb teula aràbiga de dues vessants i carener perpendicular a la façana principal, orientada a migdia. Ampliacions posteriors han format un pati d'accés interior delimitat per portal d'entrada adovellat amb totxo vist.
A la part frontal de la casa existeix una pallissa feta en materials moderns que presenta tres nivells edificatius i conserva part dels tancaments originals en fusta. Té una sola vessant la seva coberta al recolzar-se lateralment amb la casa. Una segona pallissa està feta també amb materials encara més moderns seguint, però, la línia constructiva i tipològica tradicional en aquests elements.

## Història
De poblament antic, al voltant de l'església de Pedret, la construcció actual, amb considerables modificacions i ampliacions, es pot datar de la segona meitat del segle xviii. Va estar habitada de forma regular fins fa aproximadament uns 25 anys, havent-se dedicat, de sempre, a les activitats relacionades amb l'agricultura i la ramaderia.